# Snabeldyr
Snabeldyr (latin: Proboscidea) er en orden af pattedyr. Ordenen omfatter elefanter og forsvundne former som mammutten og mastodonten.
- Wikimedia Commons har flere filer relateret til Snabeldyr

| Dyr | Spire Denne artikel om dyr er en spire som bør udbygges. Du er velkommen til at hjælpe Wikipedia ved at udvide den. |